# Géula Dagan
Pour les articles homonymes, voir Dagan.
Géula Dagan est une artiste peintre israélienne née Géula Cornfeld en 1925 à Jérusalem, qui fut également sculptrice à Paris entre 1950 et 1952. Morte en 2008, elle appartient au courant abstrait de la seconde École de Paris.

## Biographie

### Géula Cornfeld

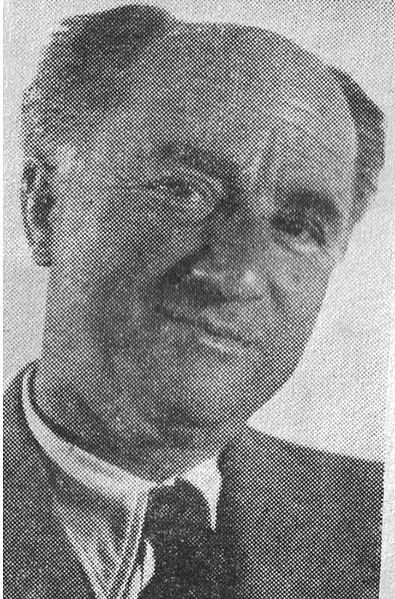
Mordecai Ardon

Géula est l'aînée des quatre enfants nés du mariage de Peretz Cornfeld (Bucarest, 1892 - Tel Aviv, 1963) et Rachel Swider (Chisinau, 1898 - Israêl, 1979). Entre 1933 et 1937, l'ensemble de la famille accompagne le père, actif dans le milieu de la presse (il est l'un des fondateurs du journal Doar Hayom), à Johannesbourg en Afrique du Sud où il est invité pour un cycle de conférences destinées à promouvoir le sionisme,. Elle est l'élève de Mordecai Ardon à l'École des beaux-arts Bezalel de Jérusalem. C'est après la création de l'état d'Israël que le patronyme familial est modifié en « Dagan » dont l'origine vient de la racine hébraïque du nom « Cornfeld ».
Elle se rend alors en Allemagne et en Autriche, ayant semble-t-il reçu mission de l'organisation Aliyah Bet, réseau clandestin des rescapés des camps en Palestine, d'aider l'immigration clandestine vers la Palestine des survivants des camps nazis. C'est son fils, Michel Weelen, qui évoquera ainsi la difficile année 1949 à Anne Grobot-Dreyfus : « de santé nerveuse et fragile, elle fut profondément choquée par les horreurs dont elle fut témoin. Après une grave dépression et avec l'accord de ses supérieurs, elle déchira ses papiers d'identité et rejoignit un convoi de survivants à destination de Paris où elle fit la demande pour obtenir la nationalité française ».

### Géula Dagan

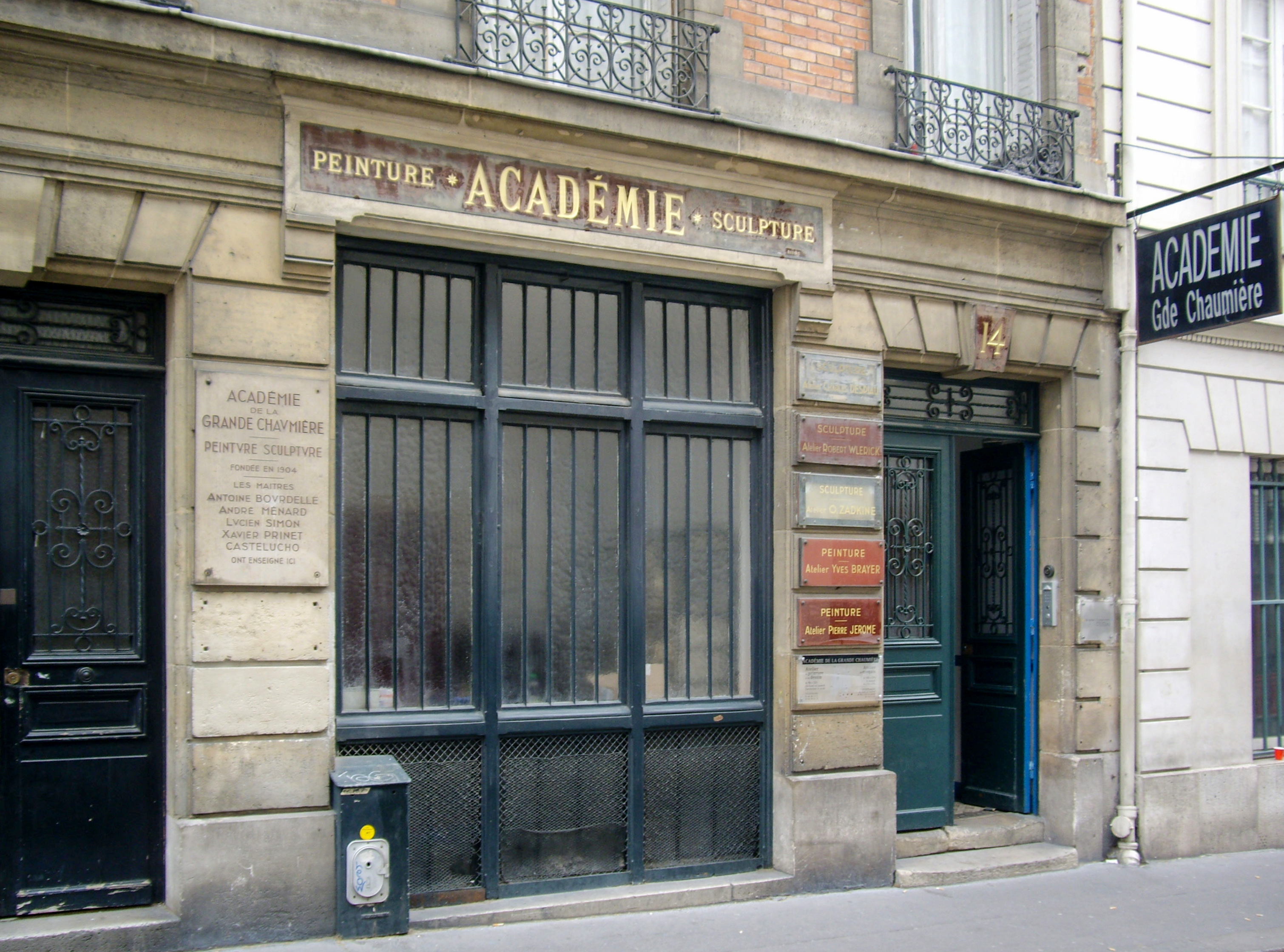
Paris, l'Académie de la Grande Chaumière

Tout en exerçant diverses professions - elle est traductrice, employée par l'antenne parisienne de la compagnie de navigation israélienne Zim Integrated Shipping Services - Géula Dagan travaille la sculpture en 1950 dans l'atelier d'Ossip Zadkine à l'Académie de la Grande Chaumière (son attachement à la sculpture est exclusivement daté des années 1950-1952). Elle reçoit également les conseils d'Alexandre Garbell, Janice Biala (en), Árpád Szenes, Maria Helena Vieira da Silva et Pierre Soulages. En 1952, elle rencontre l'historien de l'art Guy Weelen qu'elle épouse en 1953.
Installée rue Saint-Jacques à Paris dans les années 1960, Géula Dagan obtient une bourse de la Fondation Gulbenkian lors de son exposition à la Galerie Jacques Massol en 1962 et ainsi visite l'Espagne, le Portugal, l'Angleterre, l'Irlande, la Grèce, les États-Unis. Elle se réinstalle à Jérusalem en 1968.
Elle meurt en 2008 à la maison de retraite Beit Reuveni de Jérusalem.
Les traits de Géula Dagan nous restent fixés par les photos que Denise Colomb a réalisées en son atelier parisien.

## Expositions

### Expositions personnelles
- Librairie du Grand-Chêne, Lausanne, septembre 1957[6].
- Galerie de l'Ancienne Comédie, Paris, 1961.
- Galerie Jacques Massol, 1962.
- Rina Gallery, Jérusalem, 1962.
- Musée Dizengoff, Tel Aviv, 1962.

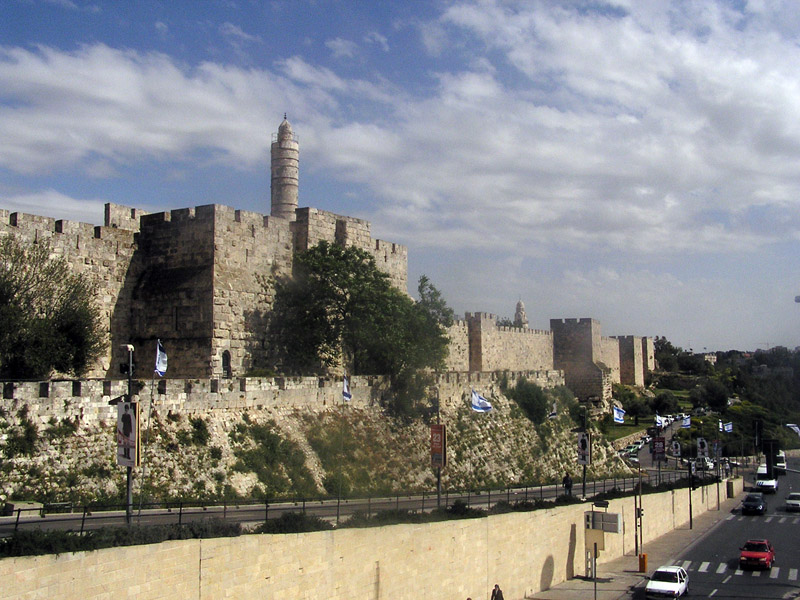
Tour de David, Jérusalem

- Géula Dagan - Rythmes de la nature, Galerie Pierre Domec, Paris, avril-juin 1964[7].
- Galerie 44, Bruxelles, 1967, juin-juillet 1968.
- Gallery 119, Tel Aviv, 1968.
- Rythms of nature and Jerusalem, 1963-1969, Maison des artistes (en), Jérusalem, septembre-octobre 1969.
- Gallery 2, Jérusalem, 1974.
- Géula Dagan exhibition, Independence day, tour de David, Jérusalem, 1978[8].

### Expositions collectives
- Salon de mai, Paris, 1956, 1957, 1958, 1963.
- Œuvres offertes par les artistes français et de divers pays - Bernard Buffet, Jean Commère, Géula Dagan, Pierre Garcia-Fons, Robert Lapoujade, André Minaux, Yvonne Mottet, Roland Oudot, Michel Patrix, Pablo Picasso, Édouard Pignon, Paul Rebeyrolle, Henry de Waroquier, Jean Weinbaum, Claude Weisbuch, Conférence d'Europe occidentale pour l'amnistie aux emprisonnés et exilés politiques espagnols', Maison de la pensée française, Paris, avril-mai 1961[9].
- Salon des réalités nouvelles, Paris, 1961.
- L'École de Paris, Galerie Charpentier, Paris, 1961.
- Pour une nouvelle conception du paysage - trente cinq peintres présentés par Henry Galy-Carles et Jean-Jacques Lévêque : Gérald Collot, Corneille, Géula Dagan, Olivier Debré, James Guitet, Paul Kallos, Robert Lapoujade, Jean Le Moal, Raymond Moisset, Zoran Mušič, Georges Romathier, Key Sato, Raoul Ubac, Robert Wogensky..., Galerie L'Atelier, Toulouse, décembre 1964 - janvier 1965.
- Les Couleurs de Jérusalem, Centre Saidye-Bronfman, Montréal, 1970[10].
- Salon Grands et jeunes d'aujourd'hui, Paris, 1971[11].
- Expositions parisiennes non datées: Salon Comparaisons..

## Citations

### Dits de Géula Dagan
- « La nature, plus c'est sauvage, mieux c'est. C'est peut-être ce dont il s'agit : mieux faire partie de la terre, des rochers, du soleil, du vent et de la mer. Unité avec la nature. Unité avec l'univers... La mer a joué un rôle important dans ma vie. Peut-être parce que j'ai grandi sans elle. La mer et tout ce qui y est né : les ports, les bateaux, les rochers, les effets dans l'eau et les mouettes. Les vols d'oiseaux s'élevant du sable. Les oiseaux, le mouvement. » - Géula Dagan, 1983[12]

### Réception critique

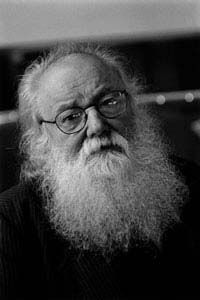
Pierre Restany

- « Géula Dagan témoigne d'une vision lyrique de la nature qui range d'emblée l'artiste dans la filiation de Monet. Mais le post-impressionnisme de Dagan est dominé avant tout par des préoccupations rythmiques. » - Pierre Restany[13]
- « Les peintures de Géula Dagan procèdent d'un énergique brassage de coloris et d'un savant tourbillon de matières mystérieuses. » - André Gavoty[7]
- « L'œuvre de Géula Dagan est, dans la peinture cosmopolite israélienne, un cas très particulier. Se situant d'emblée dans le domaine du fabuleux et du légendaire, son art tend en effet, à partir d'éléments essentiels et entièrement réinventés, à reprendre possession d'une terre ancestrale avec laquelle l'artiste entretient une alliance de nature quasi mystique. » - Le Robert[14]
- « La formulation d'apparence abstraite de ses peintures n'est pas exclusive d'un évident sentiment de la nature. Vers 1956, elle s'attache à traduire le mouvement, réalisant une importante suite de "paysages dynamiques" où les rythmes de l'eau sont traduits avec des accents tendres ou violents. De retour en Israël, elle trouve son inspiration dans les paysages du Néguev et dans les minéraux, intitulant toutes ses toiles Rythmes de la nature. » - Jacques Busse[4]

## Collections publiques

### France
- Fonds national d'art contemporain, Puteaux, Eau d'avril, huile sur toile 130x97cm[15].
- École nationale d'administration, Strasbourg, Jérusalem, huile sur toile 100x100cm (dépôt du Centre national des arts plastiques)[11].

### Israël
- Musée d'art de Tel Aviv, Paysage de Jérusalem, huile sur toile[16].
- Musée d'Israël, Jérusalem.

### Suisse
- Musée cantonal des beaux-arts de Lausanne.

## Collections privées
- Baronne Alix de Rothschild, château de Reux[2].